# Afrika

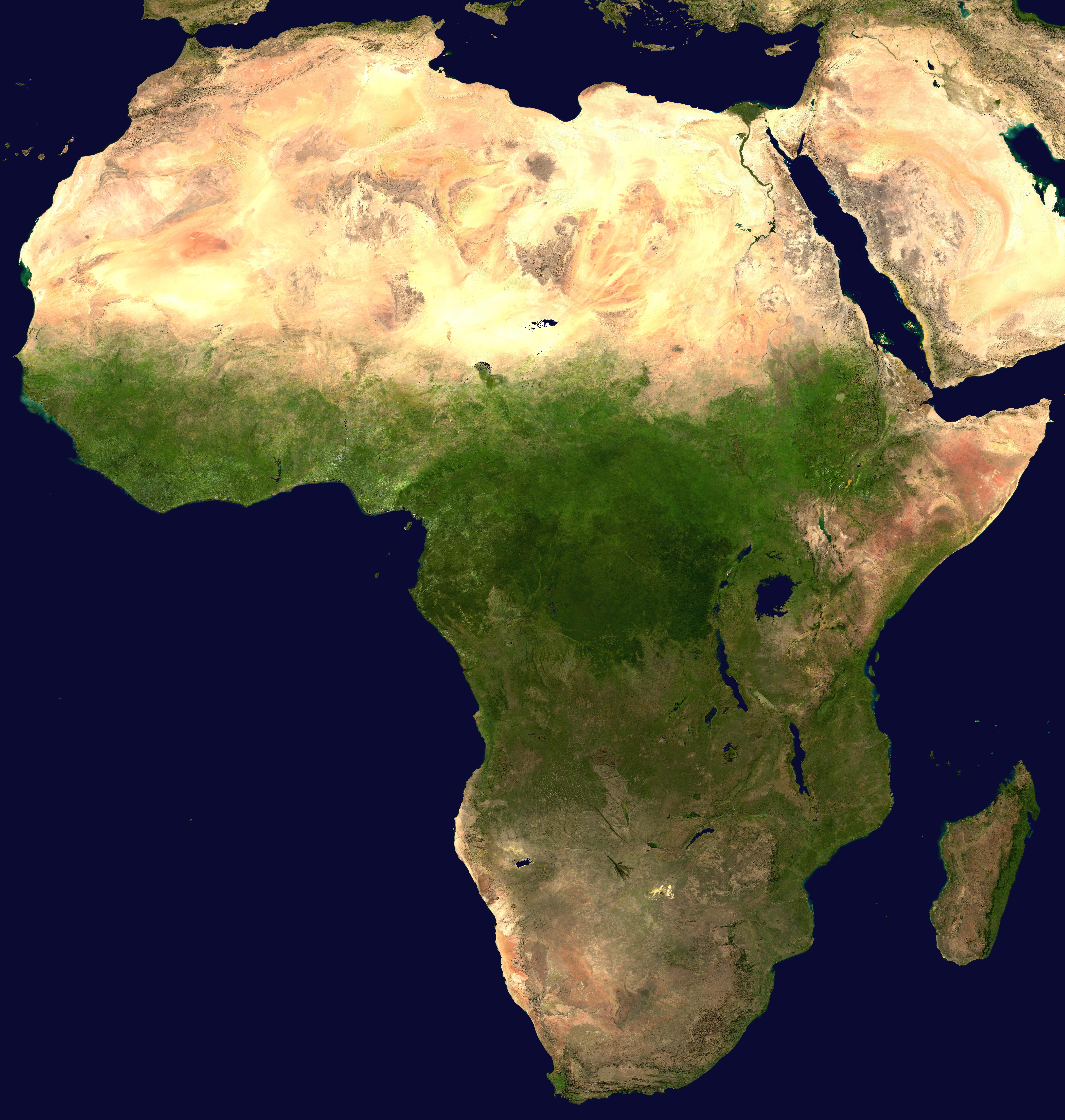
Satellitenbild-Mosaik Afrikas

Afrika ist einer der Kontinente der Erde. Seine Fläche von 30,2 Millionen km² entspricht etwa 20 % der gesamten Landfläche des Planeten, er hat eine Bevölkerung von etwa 1,4 Milliarden Menschen (2022). Damit ist er sowohl nach Ausdehnung als auch nach Bevölkerung der zweitgrößte Erdteil nach Asien. Nahezu alle afrikanischen Staaten sind Mitglied der Vereinten Nationen und der Afrikanischen Union. Der Kontinent ist überwiegend ländlich und durch hohe Geburtsraten geprägt, welche durch die Modernisierung sinken. Durch die seit etwa 1950 stark steigende Urbanisierung wohnen immer mehr Afrikaner in städtischen Gebieten. Einige afrikanische Städte gehören zu den weltgrößten Ballungsräumen, darunter Kairo, Lagos, Kinshasa, Johannesburg, Luanda und Alexandria.
Entsprechend der „Out-of-Africa-Theorie“ gilt Afrika als die „Wiege der Menschheit“, wo im Zuge der Hominisation die Entwicklung zum anatomisch modernen Menschen (Homo sapiens) stattfand. Eine der frühesten Hochkulturen der Menschheit bildete sich im Alten Ägypten. Über die Jahrtausende entstanden auf dem Kontinent verschiedene „Großreiche“ wie das Kaiserreich Abessinien. Der Sklavenhandel mit den afrikanischen Reichen seit dem 16. Jahrhundert und die spätere Kolonisation durch europäische Staaten („Wettlauf um Afrika“) führten zu einer teils Reißbrett-artigen Gebietsaufteilung. Diese wurde im Zuge der Dekolonisation ab der Mitte des 20. Jahrhunderts von vielen neu gebildeten afrikanischen Staaten übernommen. Die heterogenen Völker Afrikas hatten traditionell andere Siedlungsgebiete, was zu verschiedenen Konflikten und Kriegen um Territorial-, Rohstoff- und Machtansprüche beiträgt.
Während die meisten Länder Afrikas lange autokratisch regiert wurden, setzten sich ab dem späten 20. Jahrhundert häufiger demokratische Bewegungen durch, wobei die Region Afrika seit Beginn der Demokratiemessungen am schlechtesten abschnitt. Armut, Hungersnöte, Kindersterblichkeit und Gesundheitsprobleme konnten durch Bildung, wirtschaftliche, medizinische und infrastrukturelle Fortschritte in den letzten Jahrzehnten erheblich verringert werden. Die Bedeutung der Staaten Afrikas in der Weltwirtschaft ist nach BIP bis auf einige Ausnahmen wie Südafrika, Nigeria, Ägypten, Algerien, Angola und Marokko noch gering. Mehrere afrikanische Länder zählen seit Beginn des 21. Jahrhunderts jedoch zu den weltweit am schnellsten wachsenden Volkswirtschaften. Die Rohstoffe und die landwirtschaftlich nutzbaren Flächen des Kontinents sind von zunehmender Bedeutung für die afrikanischen Länder wie auch mit ihnen handelnde Industrie- und Schwellenländer.
Die Geographie und Natur Afrikas sind vielfältig, es gibt eine große Anzahl von naturgeschützten Nationalparks. Das afrikanische UNESCO-Welterbe ist umfassend.

## Etymologie
In der Antike bezeichnete der lateinische Name Africa nur das Gebiet der gleichnamigen römischen Provinz im heutigen Tunesien um Karthago. Ägypten wurde Aegyptus und Nordafrika westlich des Nils wurde in der Antike oft Libya genannt, während Afrika südlich von Aegyptus und Libya als Aithiopia bekannt war. Der Name Africa wurde vom römischen Senator und Feldherrn Scipio Africanus erstmals verwendet und ist vom lateinischen Wort Afer (Plural: Afri) abgeleitet, was so viel wie „Afrikaner, Punier“ bedeutet und seinerseits von einem einheimischen Stamm abgeleitet sein könnte. Andere Deutungen bezogen den Volksnamen Afer auf das hebräische ʿafar („Staub“), das griechische aphrike („unkalt“) oder das lateinische aprica („sonnig“).

## Geographie
Afrika ist im Norden vom Mittelmeer, im Westen vom Atlantik, im Osten vom Indischen Ozean und dem Roten Meer umgeben. Die Küstenlänge beträgt 30.490 km, was gemessen an der großen Fläche relativ wenig ist. Die einzige Landverbindung zu anderen Festlandmassen besteht zu Eurasien an der Stelle der Sinai-Halbinsel, die zwischen Afrika und der Arabischen Halbinsel liegt. Europa liegt Afrika an der Straße von Gibraltar und der Straße von Sizilien am nächsten. Der südlichste Punkt Afrikas ist Kap Agulhas auf 34°50' Süd. Der afrikanische Erdteil ist nur wenig gegliedert; er hat weniger Inseln und Halbinseln als alle anderen Kontinente.
Durch seine Lage beiderseits des Äquators und seine kompakte Form besitzt Afrika die größte zusammenhängende Landmasse der Tropen. 75 % der Fläche Afrikas liegen innerhalb der Wendekreise, die die mathematische Tropengrenze bilden. Ein großer Teil Zentral- und Westafrikas ist von tropischem Regenwald bedeckt; das Kongobecken ist nach Amazonien das zweitgrößte Regenwaldgebiet der Erde. Um die Wendekreise sind große Wüsten entstanden, die sich durch Desertifikation ausbreiten; die Sahara im Norden wird nur durch die Flussoase des Nil unterbrochen, im Süden befinden sich die Namib als Nebelwüste und die Kalahari als Trockensavanne. Südlich der Sahara (Sahelzone) und in Ostafrika bis Südafrika hinunter befinden sich riesige Savannengebiete. Im Bereich zweier jährlicher Niederschlagsmaxima breiten sich die Trockenwälder und Feuerökosysteme aus, beispielsweise Mopane, Miombo oder Chipya-Vegetation. Südostafrika ist durch den Einfluss des Monsuns und die großen Täler von Sambesi und Limpopo fruchtbarer.
Der kleinste Staat auf dem Festland, Gambia, ist etwa so groß wie Zypern; der größte, Algerien, ist ungefähr siebenmal so groß wie Deutschland. Die größte Insel ist Madagaskar, die vor der Südostküste Afrikas im Indischen Ozean liegt.

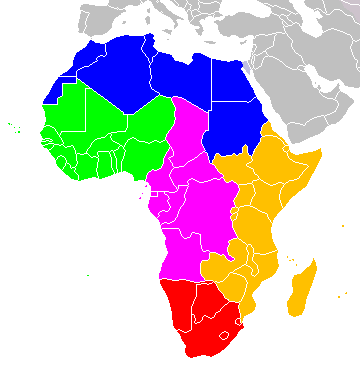
Regionen Afrikas:
██ Nordafrika
██ Westafrika
██ Zentralafrika
██ Ostafrika
██ Südliches Afrika

### Gliederung
Die folgende Unterteilung Afrikas in Regionen wird neben anderen von der UN-Statistikbehörde UNSD verwendet:
- Nordafrika
- Westafrika
- Zentralafrika
- Ostafrika
- Südliches Afrika (zur Unterscheidung vom Staat Südafrika abweichend von den anderen Regionen benannt)

### Gewässer

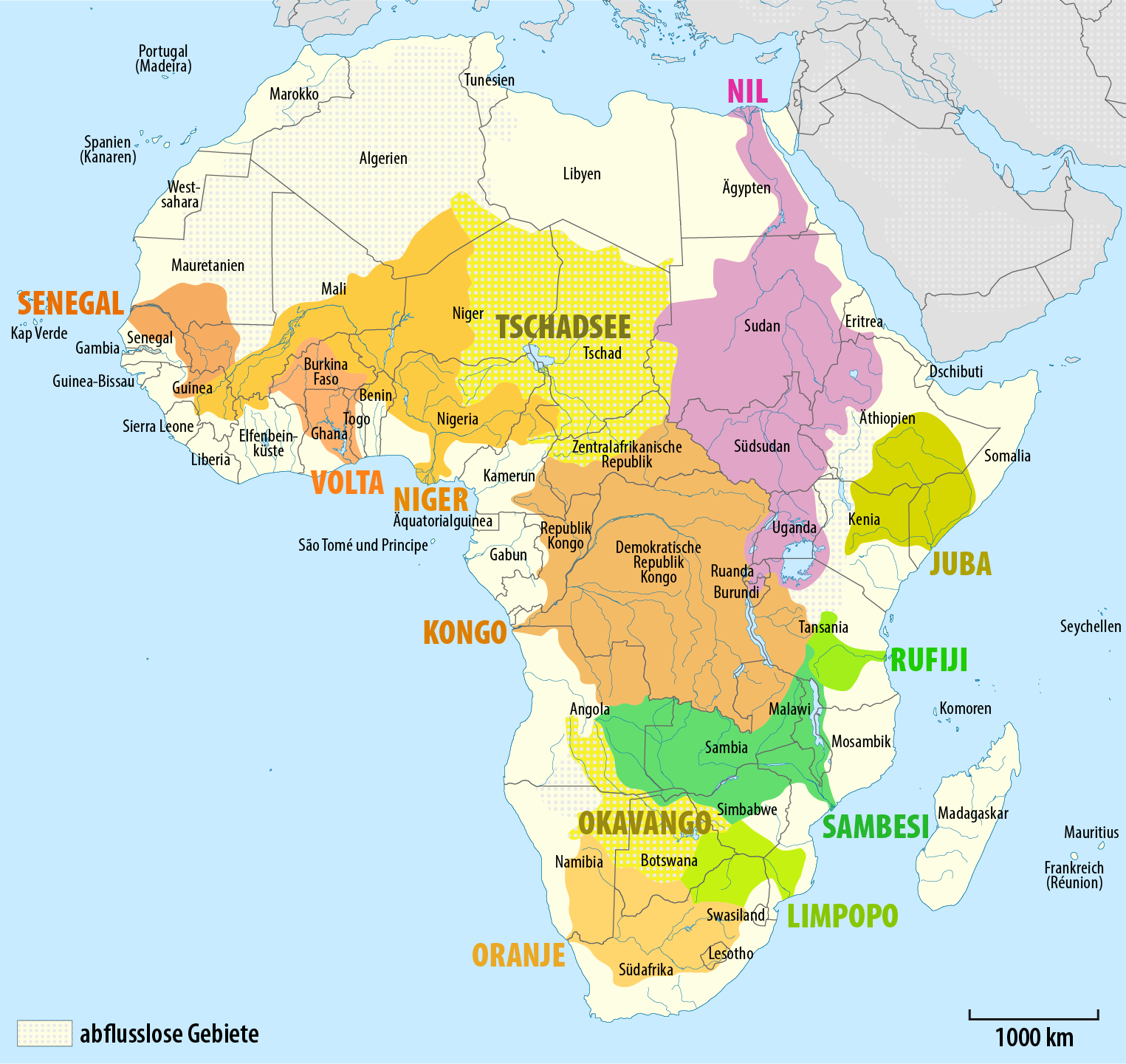
Einzugsgebiete der großen Gewässersysteme Afrikas

#### Stillgewässer
Es gibt zwei grundlegende Typen von Seen. Zum einen die Beckenseen, die sich flach und weit ausstrecken und ihre Größe durch Verdunstung sehr stark verändern. Ein Beispiel dafür ist der Tschadsee. Zum anderen die Grabenseen, die im Ost- und Zentralafrikanischen Graben liegen, sehr tief, lang und schmal sind. Beispiele dafür sind der Malawisee oder der Tanganjikasee.

#### Fließgewässer
Es gibt auch zwei Arten von Flüssen in Afrika, die einen speisen Beckenseen, sie haben kein großes Gefälle und eine geringe Fließgeschwindigkeit, z. B. der Schari, der den Tschadsee speist, oder der Okavango, der im Okavangodelta versickert und verdunstet. Auf der anderen Seite gibt es die Flüsse, die in das Meer münden, sie weisen ein hohes Gefälle auf und haben dadurch eine hohe Fließgeschwindigkeit, Beispiele sind der Nil, der in das Mittelmeer mündet, Niger, Kongo und Oranje, die in den Südatlantischen Ozean münden, oder der in den Indischen Ozean mündende Sambesi.
- Der längste Strom Afrikas und zugleich der längste oder zweitlängste Fluss der Erde, da die Länge des Amazonas – je nach Definition – zwischen 6500 Kilometer und 6800 Kilometer angegeben wird, ist der Nil mit 6671 km. Er mündet in das Mittelmeer.
  - Am Oberlauf des Nils liegt der Victoriasee (68.870 km²), der größte See Afrikas und nach dem Kaspischen Meer und dem Oberen See der flächenmäßig drittgrößte See der Erde.
- Der zweitlängste Fluss Afrikas und der wasserreichste des Kontinents und zweitwasserreichste der Welt ist der Kongo mit 4374 km. Er mündet in den Südatlantik.
  - Ein rechter Nebenfluss des Kongos ist die rund 350 km lange Lukuga, der einzige Abfluss des ostafrikanischen Tanganjikasees. Dieser ist mit 1470 m nach dem Baikalsee der zweittiefste See der Erde.
- Der Niger ist nach dem Nil und dem Kongo mit 4184 km Länge der drittlängste Fluss bzw. Strom in Afrika. Nach Verlassen des Kainji-Stausees mündet der Niger in den Südatlantik. Sein Einzugsgebiet beträgt 2.261.763 km².
- Der Sambesi ist mit 2736 km der viertlängste Fluss in Afrika und der größte afrikanische Fluss, der in den Indischen Ozean fließt. Das Einzugsgebiet umfasst 1.332.574 km², was etwa der Hälfte des Nil-Einzugsgebietes entspricht.
  - Der Malawisee mit 29.600 km² zählt mit 706 m zu den tiefsten Seen in Afrika. Sein Abfluss ist der Shire-Fluss, der nach 402 km in den Sambesi mündet.

#### Grundwasser
Die Grundwasserkarte von Afrika, die das British Geological Survey (BGS) veröffentlichte, zeigt, dass in den meisten bewohnten Gebieten das Wasser sogar mit Handpumpen an die Oberfläche gefördert werden könnte.

### Gebirge und Berge

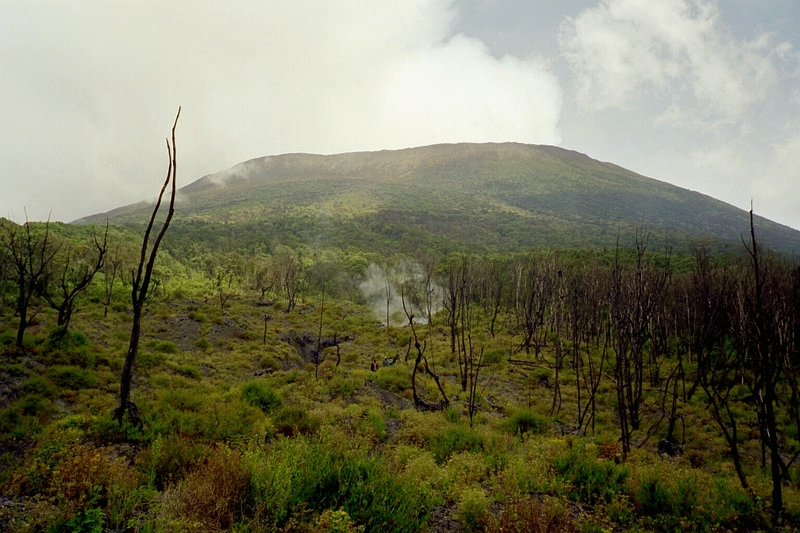
Landschaft der Virunga-Vulkane

Im Nordwesten Afrikas zieht sich das geologisch junge Atlas- bzw. Maghreb-Gebirge durch die Staaten Marokko, Algerien und Tunesien, das zusammen mit den Alpen im Zuge der Annäherung der afrikanischen an die eurasische Platte entstanden ist.
Durch den Osten Afrikas zieht sich der Große Afrikanische Grabenbruch, welcher die Fortsetzung des Grabenbruchs unter dem Roten Meer ist und auf eine Abspaltung des Horns von Afrika und Arabiens vom Rest Afrikas hindeutet. Der dabei entstehende Vulkanismus hat unter anderem das Kilimandscharo-Massiv, das höchste Bergmassiv Afrikas, das Ruwenzori-Gebirge und das Mount-Kenya-Massiv geschaffen. Im weiteren Verlauf des Grabenbruchs liegen Turkana-See, Kiwusee, Tanganjikasee und Malawisee sowie der Unterlauf des Sambesis.
| Gebirge                 | Berg              | Höhe   | Staat                       |
| ----------------------- | ----------------- | ------ | --------------------------- |
| Kilimandscharo-Massiv   | Kibo (Uhuru Peak) | 5895 m | Tansania                    |
| Mount-Kenya-Massiv      | Batian            | 5199 m | Kenia                       |
| Ruwenzori-Gebirge       | Margherita Peak   | 5109 m | DR Kongo und Uganda         |
| Hochland von Abessinien | Ras Daschän       | 4533 m | Äthiopien                   |
| Virunga-Vulkane         | Karisimbi         | 4507 m | Ruanda, DR Kongo und Uganda |

Außerdem zählen der Atlas mit dem Toubkal (4165 m) in Marokko, der Mount Meru (4562,13 m), ein Inselberg in Tansania und der Kamerunberg (4095 m), ein Inselberg in Kamerun, zu den höchsten Gebirgen, Bergmassiven bzw. Bergen des Kontinents.

### Klima

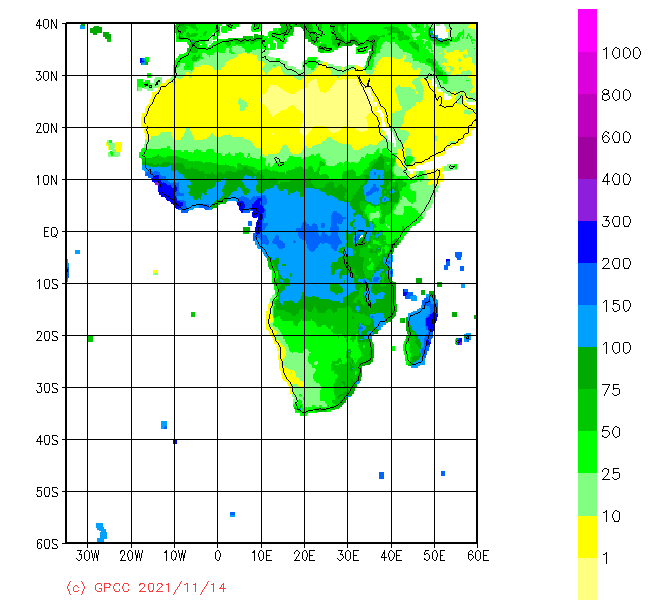
Niederschlagskarte von Afrika: Mittlere jährliche Niederschlagsmenge dargestellt in mm pro Monat gemäß Klimatologie (Version 2020) des Global Precipitation Climatology Centre (GPCC)

Die Klimate Afrikas reichen von immerfeucht-heißem tropischem Klima bis zur kalten afroalpinen Höhenstufe auf den höchsten Gipfeln. Die nördliche Hälfte Afrikas und der äußerste Südwesten bestehen hauptsächlich aus Wüsten mit aridem Klima, während es zum Äquator hin immer humider wird. Afrika ist der heißeste Kontinent der Erde, dessen Landfläche als einziger Erdteil die gesamte nördliche und südliche Tropenzone umfasst. Fast 60 % der gesamten Landoberfläche bestehen aus Trockengebieten und Wüsten. Der Rekord für die höchste jemals aufgezeichnete Temperatur, 1922 in Libyen (58 °C), wurde 2013 diskreditiert.

## Geologie
Der größte Teil Afrikas besteht aus sehr alten (präkambrischen) Plattformen, die zumeist von jüngeren Sedimenten der Karoo-Supergruppe überdeckt sind.
Geologisch gehört die Arabische Platte zu Afrika, womit Afrika im Nordosten vom Taurusgebirge im Süden der Türkei und vom Zagros-Gebirge im Westen Irans begrenzt wird.

## Vegetation und Tierwelt

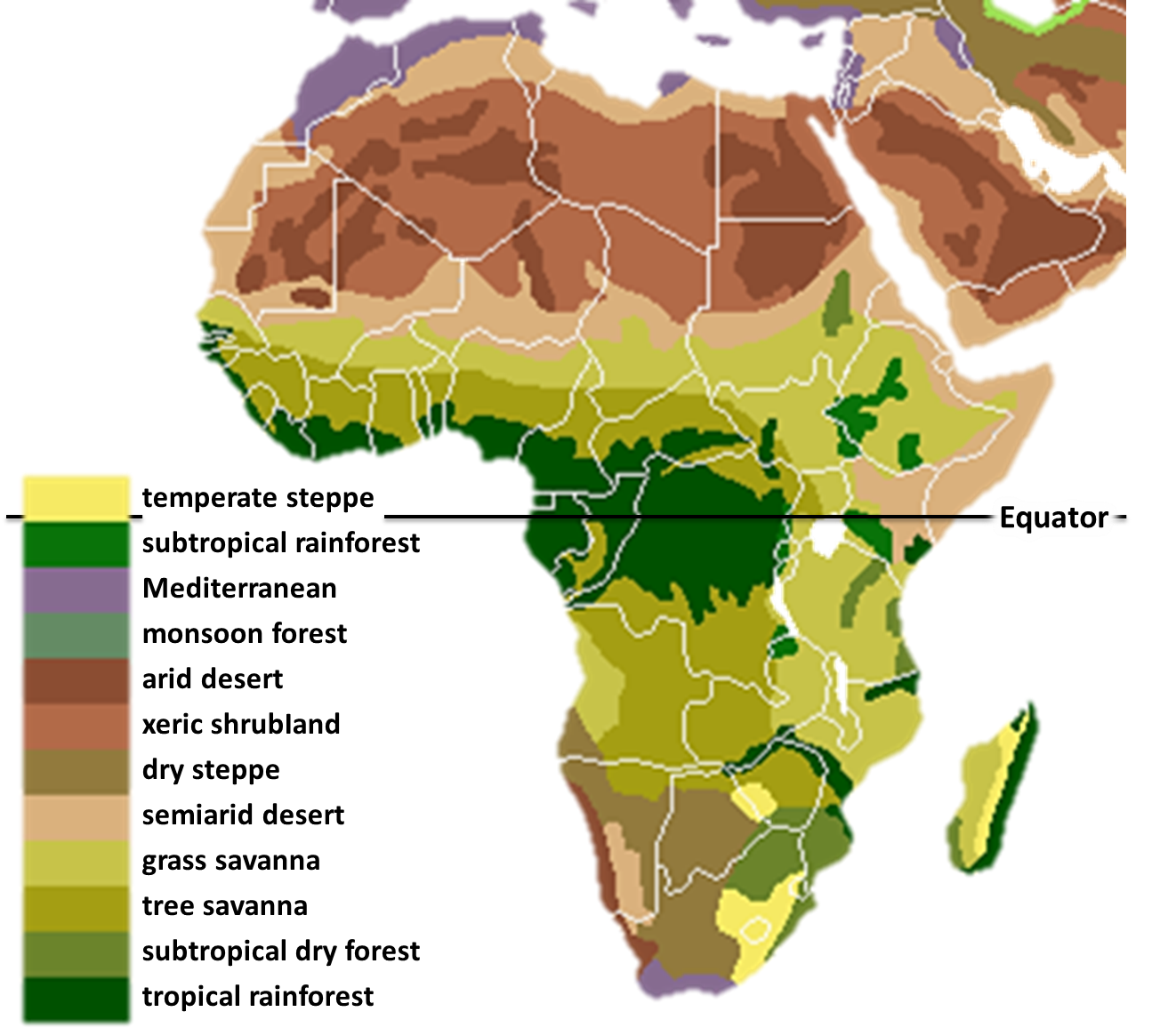
Vegetationsgebiete Afrikas: dunkelgrün Tropische Regenwälder; rötlich: Wüsten und Halbwüsten, hellere Grüntöne: Savannen; lila: mediterrane Vegetation (zur Legende siehe Weltkarte Vegetation)

Die wichtigsten Vegetationsgebiete des afrikanischen Kontinents stellen einerseits die Regenwälder West- und Zentralafrikas, andererseits die drei großen Wüstengebiete und drittens die dazwischen liegenden Savannen- und Trockenwaldgebiete dar. Dabei ist der zentralafrikanische Regenwaldblock im Bereich des Kongobeckens von den Regenwäldern an der Südküste Westafrikas isoliert. Die drei wichtigsten Wüsten beziehungsweise Halbwüsten sind die Namib im Süden, die Sahara im Norden und die Halbwüstengebiete am Horn von Afrika. Innerhalb der Savannen wird meist zwischen Feuchtsavannen-Waldmosaiken und Trockensavannen unterschieden, die wiederum durch ausgedehnte Waldsavannen voneinander getrennt sind. Diese Waldsavannen werden im Südosten als Miombo, im Nordwesten als Doka bezeichnet. Nördlich der Sahara treten darüber hinaus auch mediterrane Vegetationsformen auf. Typische Hochgebirgsvegetation findet man in Nordafrika im Atlasgebirge, im äthiopischen Bergland sowie vor allem in zahlreichen, teilweise isolierten Bergmassiven Ostafrikas, wie Kilimandscharo, Mount-Kenya-Massiv und Ruwenzori-Gebirge. Eine Besonderheit stellt das Kapgebiet dar, das ein eigenes Florenreich darstellt. Eine weitere besondere Vegetationsform sind die südafrikanischen Karoo-Steppen.

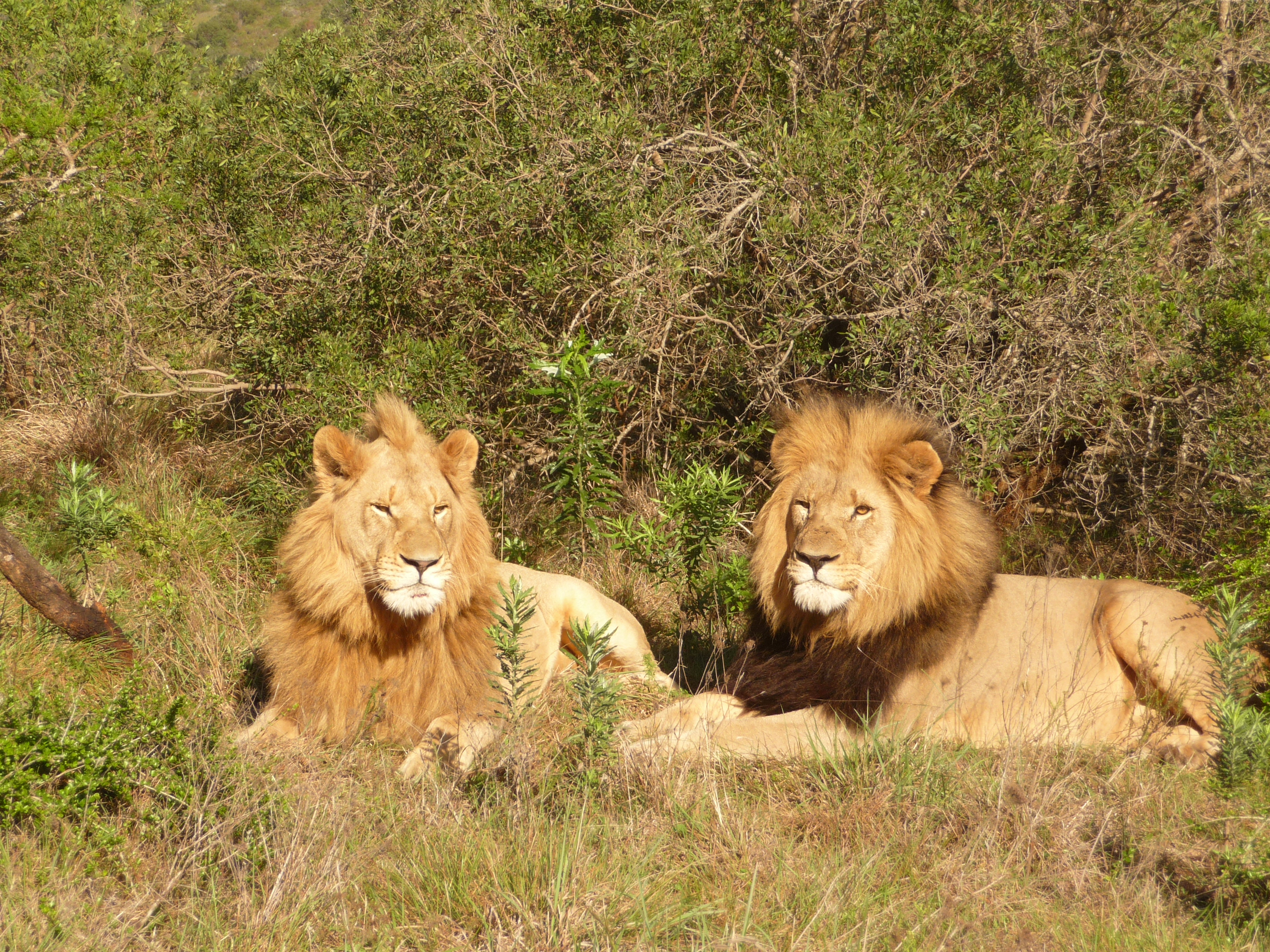
Löwen

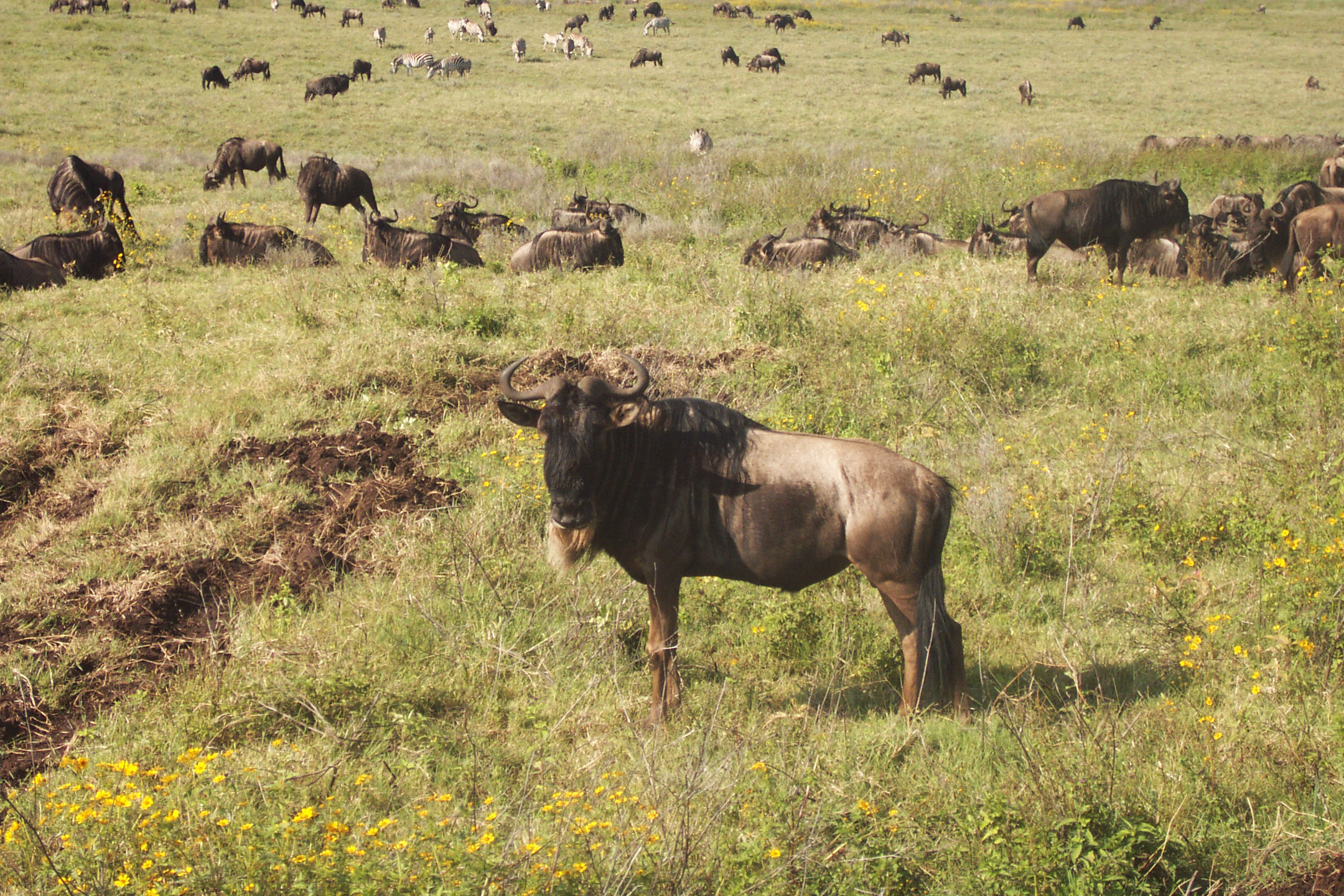
Afrika ist bekannt für seine großen Wildtierherden, hier Gnus

Afrika beherbergt zwei Zoogeographische Regionen. Den Großteil bedeckt dabei die Afrotropische Region, die den ganzen Kontinent südwärts der Sahara umfasst, während die Teile nördlich der Sahara der Paläarktischen Region zugeschlagen werden. Dies liegt an zahlreichen Arten Nordafrikas, die auch in Europa und Nordasien vorkommen oder dort nahe Verwandte besitzen. Dazu zählen etwa der Berberhirsch (eine Unterart des Rothirsches) und der mittlerweile ausgestorbene Atlasbär. Die Tierwelt Afrikas, insbesondere südlich der Sahara, zeichnet sich vor allem durch einen großen Artenreichtum an Großsäugern aus. Die größten Landsäugerarten des Kontinents sind Afrikanischer Elefant und Waldelefant, Flusspferde und Nashörner. Weitere typische Großtiere stellen Kaffernbüffel, Giraffen, Zebras, zahlreiche Antilopen- und Duckerarten sowie verschiedene Schweine dar. Im Gebiet der Danakilwüste kommen außerdem noch Restbestände des afrikanischen Wildesels, in den Gebirgen Nordafrikas Steinböcke und Mähnenschafe vor. Auch Großraubtiere sind durch Löwen, Leoparden, Geparden, Hyänen und Wildhunde reichhaltig vertreten. Kleinere Räuber sind durch den Erdwolf, verschiedene Schleichkatzen, Mangusten, Katzen, Füchse, Schakale und einige Marder, wie den Honigdachs, vertreten. Insbesondere die Zentralafrikanischen Waldgebiete sind Heimat einer großen Vielfalt verschiedener Primatenarten. Dazu zählen Gorillas, Schimpansen, Meerkatzenartige, Galagos und Pottos. Typisch afrikanische Säugetierordnungen stellen Erdferkel, Schliefer, Rüsselspringer, Otterspitzmäuse und Goldmulle dar, die alle der Gruppe der Afrotheria entstammen. Diese Tiergruppe umfasst auch die Elefanten und Seekühe wie den Afrikanischen Manati und den Dugong und hat ihren Ursprung in Afrika. Weit verbreitete Säugerordnungen, die man auch in Afrika findet, sind Fledertiere, Insektenfresser, Nager und Hasen. Die Schuppentiere kommen außer in Afrika auch in Südasien vor. Das größte Reptil des Kontinents ist das Nilkrokodil, der größte Vogel der Afrikanische Strauß.
Die Großtierfauna der afrikanischen Savannen ist zusehends auf einzelne Schutzgebiete beschränkt. Die bekanntesten darunter, wie die Serengeti, der Chobe-Nationalpark oder der Kruger-Nationalpark, liegen dabei im östlichen und südlichen Teil des Kontinents. Auch die Lebensräume der Regenwaldbewohner sind im Schwinden begriffen.

## Bevölkerung

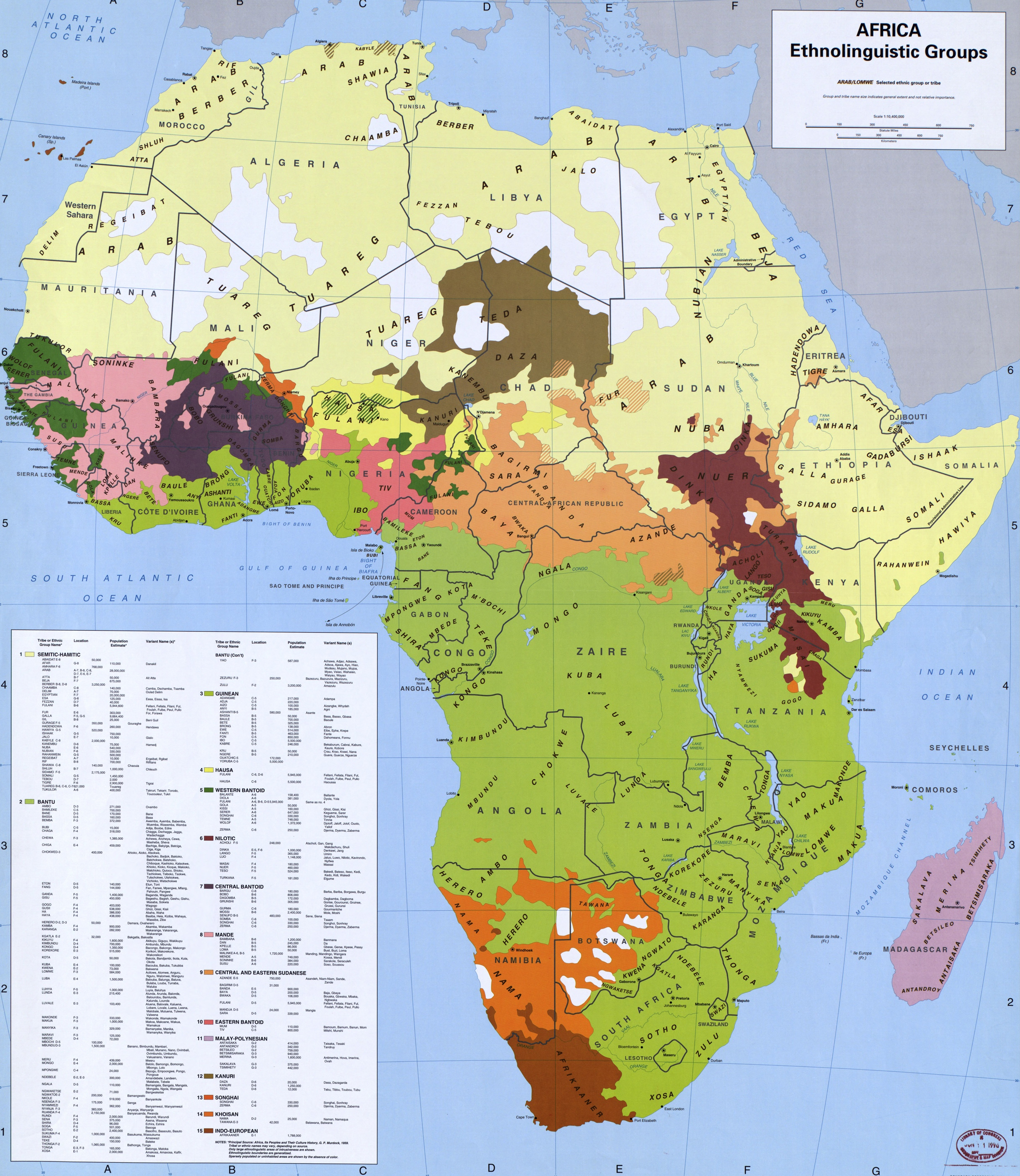
Ethnolinguistische Gruppen Afrikas (Daten von 1959)

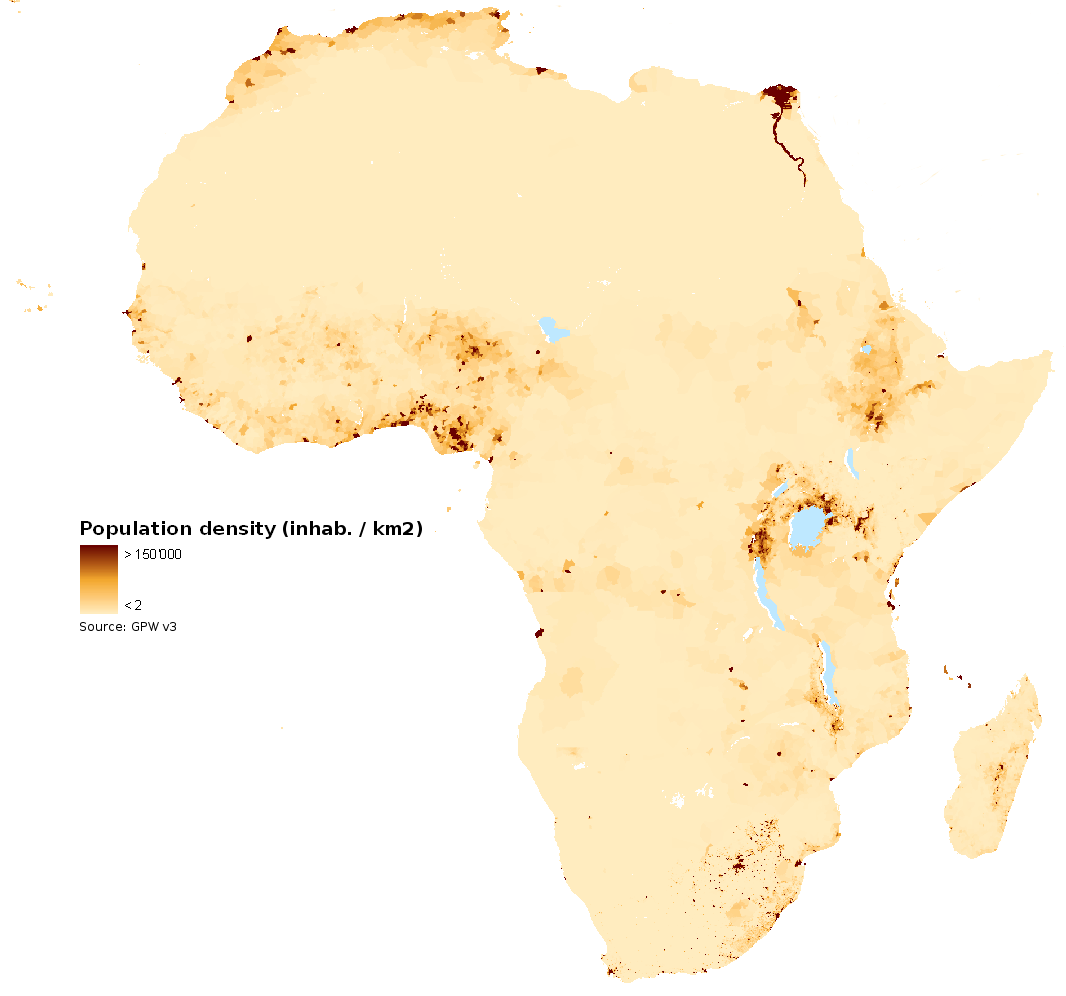
Bevölkerungsdichte in Afrika (2005)

Entwicklung der Bevölkerung Afrikas (in Millionen)
Afrika hat etwa 1,377 Milliarden Einwohner (Stand 2021), wovon die meisten südlich der weitgehend unbesiedelten Wüste Sahara in Subsahara-Afrika leben. In Nordafrika, wo hauptsächlich Berber und Araber leben, gibt es rund 210 Millionen Einwohner. Für 2050 erwartet die UN 2,5 Milliarden und für 2100 ca. 4,4 Milliarden Einwohner.
Der bevölkerungsreichste Staat ist Nigeria mit über 200 Millionen Einwohnern. Der bevölkerungsärmste Staat sind die Seychellen mit 80.000 Einwohnern. Der am dichtesten besiedelte Staat Afrikas ist Mauritius, und der am dünnsten besiedelte Staat ist Namibia.
Die größte Stadt Afrikas ist Kinshasa (16,3 Mio. Einwohner), gefolgt von Lagos (15,9 Mio. Einwohner) und der ägyptischen Hauptstadt Kairo (10,1 Mio. Einwohner). Die größte Agglomeration ist die ägyptische Metropolregion Kairo-Gizeh, gefolgt von Kinshasa in der DR Kongo und Lagos in Nigeria.

### Schätzungen der afrikanischen Bevölkerung, 0-2018 A.D. (in Tausend)
Quelle: Maddison et al. (Universität Groningen).
| Jahr   | 0       | 1000    | 1500    | 1600    | 1700    | 1820      | 1870      | 1913      | 1950      | 1973      | 1998      | 2018      | 2100 (projiziert) |
| ------ | ------- | ------- | ------- | ------- | ------- | --------- | --------- | --------- | --------- | --------- | --------- | --------- | ----------------- |
| Afrika | 16 500  | 33 000  | 46 000  | 55 000  | 61 000  | 74 208    | 90 466    | 124 697   | 228 342   | 387 645   | 759 954   | 1 321 000 | 3 924 421         |
| Welt   | 230 820 | 268 273 | 437 818 | 555 828 | 603 410 | 1 041 092 | 1 270 014 | 1 791 020 | 2 524 531 | 3 913 482 | 5 907 680 | 7 500 000 | 10 900 000        |

### Anteil Afrikas und der Weltbevölkerung, 0–2020 n. Chr. (% der Weltbevölkerung)
Quelle: Maddison et al. (Universität Groningen).
| Jahr   | 0   | 1000 | 1500 | 1600 | 1700 | 1820 | 1870 | 1913 | 1950 | 1973 | 1998 | 2020 | 2100 (projiziert) |
| ------ | --- | ---- | ---- | ---- | ---- | ---- | ---- | ---- | ---- | ---- | ---- | ---- | ----------------- |
| Afrika | 7,1 | 12,3 | 10,5 | 9,9  | 10,1 | 7,1  | 7,1  | 7,0  | 9,0  | 9,9  | 12,9 | 18,2 | 39,4              |

### Geburten
In allen Subsahara-Afrika lag die Fruchtbarkeitsrate (durchschnittliche Kinderzahl) 2019 über dem Reproduktionsniveau und machte 27,1 % der weltweiten Lebendgeburten aus. Im Jahr 2021 entfielen 29 % der weltweiten Geburten auf Subsahara-Afrika.
Die Fruchtbarkeitsrate (durchschnittliche Kinderzahl pro Frau) für Subsahara-Afrika liegt 2018 bei 4,7 und ist laut Weltbank die höchste der Welt.

### Völker

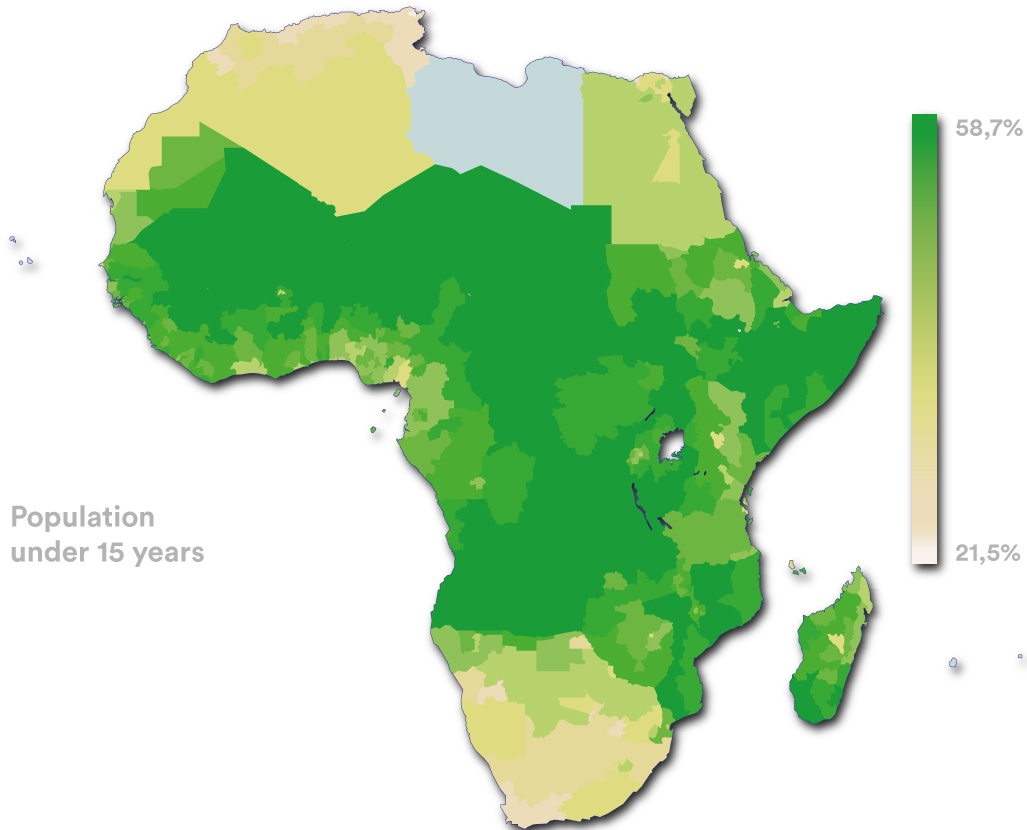
Bevölkerungsanteil der unter 15-Jährigen

Im Norden Afrikas lebten schon Jahrtausende vor der Ankunft der Araber um das 7. Jahrhundert herum berberische Völker. Diese leben seitdem vor allem in den gebirgigen Regionen des Maghreb, wo sie vor den arabischen Invasoren Zuflucht fanden, um sich im Laufe der folgenden Jahrhunderte aber deutlich mit jenen zu durchmischen und eine eigene maghrebinische Kultur zu schaffen, die einige Unterschiede zur übrigen arabischen Welt aufweist, beispielsweise in der Sprache. Auch die Völker Nordostafrikas, wie z. B. die Amharen, sind semitische Völker. Die Sahara wird von nomadisierenden Tuareg bewohnt.
In Westafrika sind die Mande- und Gur-Völker zu nennen. Hausa und Yoruba leben im östlichen Westafrika, Wolof und Fulbe im westlichen Teil.
In Zentral- und Ostafrika sind die Bantu beheimatet, eine aus zahlreichen Völkern bestehende Gruppe. Die Khoisan-Völker im Süden Afrikas zählen zu den indigenen Völkern, wie auch die bereits genannten Berber und Tuareg in der Sahara und die Massai in Ostafrika. Größte Gruppe von im Zuge der Kolonisation eingewanderten Menschen sind die Buren in Südafrika. Moderne Migrationsbewegungen haben Libanesen nach West- sowie Inder und Chinesen nach Ostafrika gebracht.

### Sprachen
Insgesamt gibt es über 2000 eigenständige afrikanische Sprachen, von denen rund 50 als größere Sprachen gelten, die jeweils von über einer Million Menschen gesprochen werden. Einige der wichtigsten afrikanischen Sprachen sind Swahili, Igbo, Hausa und Fulfulde. Englisch, Französisch und Portugiesisch sind verbreitete Amts- und Verkehrssprachen in vielen afrikanischen Ländern, da diese die Kommunikation mit den vielen kleinen Sprachen erheblich vereinfachen. In Namibia wird auch noch Deutsch gesprochen, in Südafrika genießt es Sonderstatus.
Zu den afroasiatischen Sprachen gehören Arabisch, Hausa, Amharisch und Oromisch, zu den Niger-Kongo-Sprachen zählen Bambara, Swahili, Wolof, Yoruba und Zulu. Die Khoisansprachen werden von den gleichnamigen Völkern im Südlichen Afrika gesprochen; charakteristisch für sie sind Klicklaute. Auf Madagaskar werden Austronesische Sprachen wie Malagasy, Howa (Dialekt des Merina) und andere Merina-Dialekte gesprochen.

### Religion
In Nordafrika, Ostafrika und Westafrika ist der Islam weit verbreitet. Laut Auswärtigem Amt gehören 44,2 % aller Afrikaner (darunter in Nordafrika Araber und Berber) dem Islam an, laut CIA World Factbook 43,4 %. Daneben gibt es vor allem in West- und Südostafrika eine große Anzahl Menschen, die traditionelle Religionen praktizieren. Man schätzt, dass dies 13 bis 20 % der Afrikaner sind. Die restlichen rund 38 bis 43 % gehören christlichen Konfessionen an. Die Mehrheit der afrikanischen Christen lebt im Süden Afrikas. Eine Sonderrolle spielt die Äthiopisch-Orthodoxe Tewahedo-Kirche, da in Äthiopien das Königreich Aksum das Christentum zur Staatsreligion machte. Außerdem sind unter den nicht-afrikanischen Minderheiten auch Bahai, Judentum und Hinduismus verbreitet.

### Gesundheit und Gesundheitsversorgung
Die durchschnittliche Lebenserwartung einer afrikanischen Frau liegt bei 61,9 Jahren, die durchschnittliche Lebenserwartung eines afrikanischen Mannes bei 58,6 Jahren. Damit ist sie weit niedriger als auf anderen Kontinenten (Zeitraum 2010–2015). Afrika ist auch der von HIV/AIDS am stärksten betroffene Kontinent. Etwa 4 % der Bevölkerung sind HIV-positiv (siehe auch: HIV/AIDS in Afrika). Seit etwa 2005 konnten jedoch Fortschritte im Kampf gegen die Epidemie erzielt werden, weshalb die durchschnittliche Lebenserwartung in fast allen Ländern Afrikas wieder steigt.
| Zeitraum  | Lebenserwartung (Jahre) | Zeitraum  | Lebenserwartung (Jahre) |
| --------- | ----------------------- | --------- | ----------------------- |
| 1950–1955 | 37,5                    | 1985–1990 | 51,7                    |
| 1955–1960 | 40,0                    | 1990–1995 | 51,7                    |
| 1960–1965 | 42,3                    | 1995–2000 | 52,3                    |
| 1965–1970 | 44,4                    | 2000–2005 | 53,7                    |
| 1970–1975 | 46,6                    | 2005–2010 | 57,0                    |
| 1975–1980 | 48,7                    | 2010–2015 | 60,2                    |
| 1980–1985 | 50,5                    | 2015–2020 | 62,4                    |

Die afrikanischen Staaten haben im Jahr 2020 zunächst in unterschiedlicher Weise und Intensität auf die Verbreitung des Coronavirus reagiert. Besonders stark sind im ersten Quartal des Jahres Ägypten, Algerien, Marokko und Südafrika betroffen. Die Afrikanische Union unterstützt mit ihrer Substruktur Africa Centres for Disease Control and Prevention – Africa CDC die Mitgliedsländer bei deren Maßnahmen gegen die Infektionsgefahr mit COVID-19. Zentren für die regionale Zusammenarbeit (Regional Collaborating Centre, RCC) gibt es für Nordafrika (Kairo, Ägypten), Ostafrika (Nairobi, Kenia), Südliches Afrika (Lusaka, Sambia), Westafrika (Abuja, Nigeria) und Zentralafrika (Libreville, Gabun).

## Geschichte

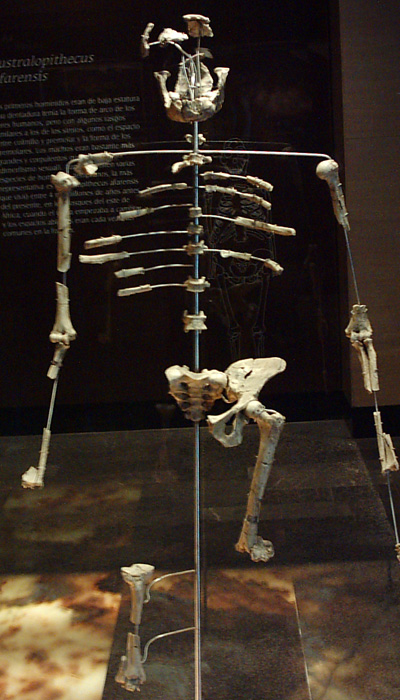
„Lucy“, das Skelett eines Australopithecus afarensis

Die ältesten bisher bekannten menschlichen Lebensspuren fanden sich in Afrika. Es gilt als sicher, dass sich von hier aus zunächst Homo erectus und später der – aus den in Afrika verbliebenen Populationen von Homo erectus entstandene – anatomisch moderne Mensch (Homo sapiens) nach Asien und Europa ausgebreitet haben. Dementsprechend entdeckte man auch die ältesten Steingeräte in Afrika: die einfachen Oldowan-Geräte des Early Stone Age, das in Europa als Altpaläolithikum bezeichnet wird.
Im Niltal in Nordafrika befand sich mit Ägypten eine der ersten Hochkulturen. Es gab zwar auch weitere Königreiche in Westafrika wie zum Beispiel die Ashanti und die Haussa, diese entstanden jedoch viel später. Auch in Ost- und Südafrika gab es einige bedeutende Kulturen, wie auch im Gebiet des heutigen Sudan, damals Nubien oder Kusch genannt. Nubische Pharaonen haben auch für eine Dynastie ganz Ägypten beherrscht. Bedeutende Kulturen im Süden Afrikas waren zum Beispiel die Bewohner Groß-Simbabwes. Diese Steinburg war architektonisch für die damalige Zeit ein Meisterwerk und bedeutend für Handel zwischen den Völkern des Südens und des Ostens. Im Osten Afrikas waren die Swahili bekannt.
Nordafrika war durch das Mittelmeer mit Europa und Vorderasien eher verbunden als getrennt. Karthago, eine Gründung der Phönizier im heutigen Tunesien, war um die Mitte des 1. Jahrtausend v. Chr. die herrschende Großmacht im westlichen Mittelmeer, bis sie in den Punischen Kriegen von Rom abgelöst wurde. Dieses herrschte ab 30 v. Chr. (Eroberung Ägyptens) über ganz Nordafrika.
Schon die alten Ägypter (Königin Hatschepsut) unternahmen Fahrten nach Punt, wahrscheinlich im heutigen Somalia. Auch das Reich der Königin von Saba, welches wohl in Südarabien sein Zentrum hatte, soll sich über Teile des Horns von Afrika bis in den Norden Äthiopiens erstreckt haben. Die Herrscher Äthiopiens führten ihre Abstammung auf die Königin von Saba zurück. Herodot berichtet, dass um 600 v. Chr. phönizische Seeleute im Auftrag des Pharao Necho in drei Jahren Afrika vom Roten Meer bis zur Nilmündung umfahren hätten. Da er davon berichtet, sie hätten behauptet, die Sonne „zu ihrer Rechten“, also im Norden, gesehen zu haben, gilt dieser Bericht als glaubwürdig. Sicher ist die Fahrt des karthagischen Admirals Hanno um 500 v. Chr., der von Südspanien aus mindestens bis Sierra Leone kam.
Während der Völkerwanderung eroberten die Vandalen das römische Nordafrika von Marokko bis Libyen. Schon vor der Hidschra wanderten arabische Stämme nach Nordafrika ein. Mit dem Siegeszug des Islam wurde Ägypten 641, Marokko 670 erobert. In den folgenden Jahrhunderten wurde Nordafrika fast vollständig islamisiert, der Sahel, West- und Ostafrika zumindest teilweise.

Afrika aus europäischer Sicht, um 1570

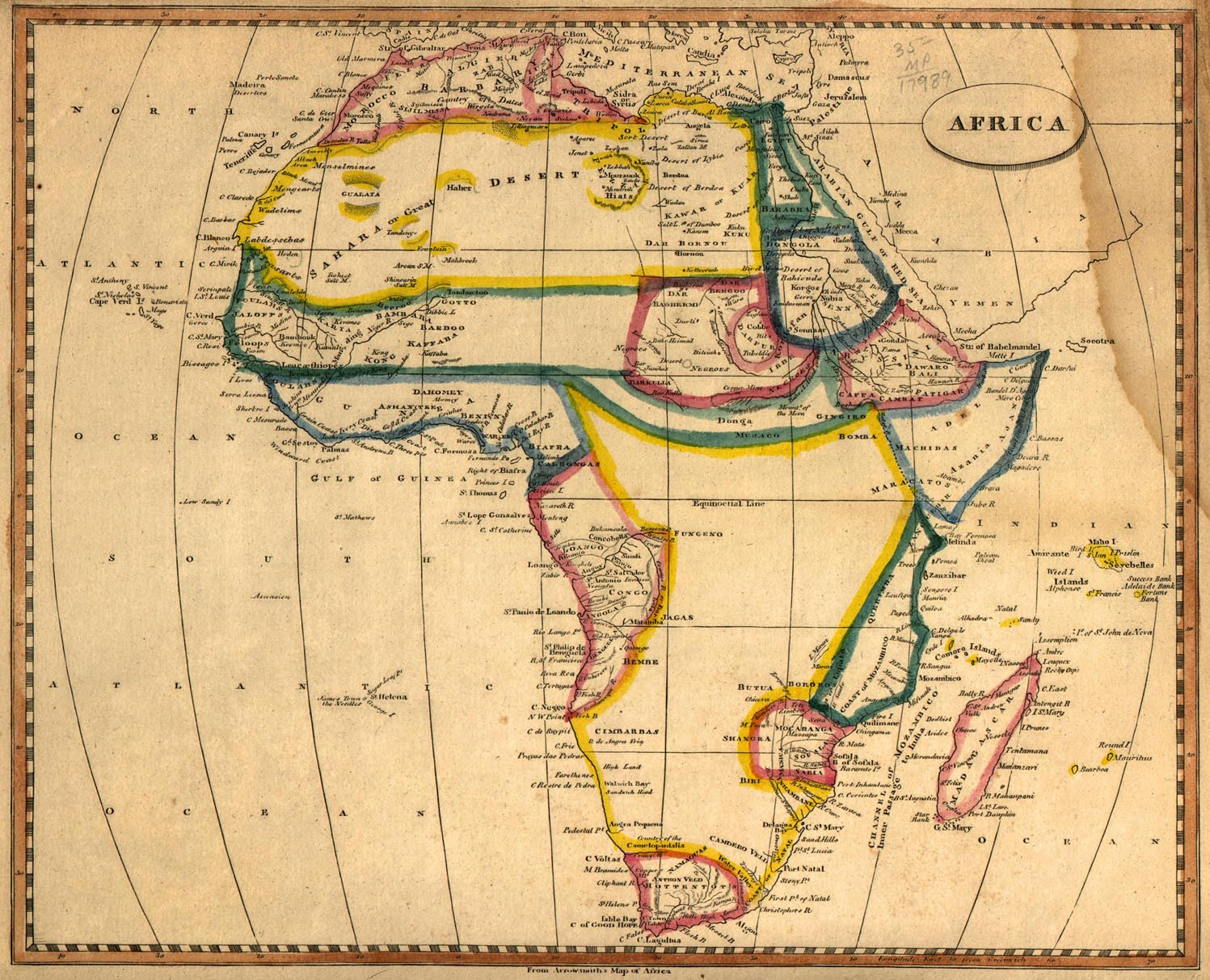
Afrika aus europäischer Sicht, um 1812

1250 richtete sich der Sechste Kreuzzug gegen Ägypten (die anderen Kreuzzüge richteten sich gegen Palästina). Zwischen dem 9. und 16. Jahrhundert entwickelten sich im Gebiet des heutigen Mali mehrere mächtige, unabhängige Königreiche. Im 15. Jahrhundert wurde die Westküste Afrikas von Portugal aus erforscht. Portugal und Spanien errichteten im 15. und 16. Jahrhundert erste Stützpunkte an der Nordküste.
Nach der Entdeckung Amerikas war Afrika für die Europäer hauptsächlich als Quelle für Sklaven interessant. Ein erheblicher Anteil der Bevölkerung von Brasilien, Haiti und anderen Inseln der Karibik, aber auch der USA sind afrikanischer Abstammung. Zum Zweck des Sklavenhandels wurden Forts an den Küsten errichtet, den Transport aus dem Binnenland übernahmen meist einheimische Königreiche. Im ostafrikanischen Sklavenhandel waren bis ins 17. Jahrhundert arabische Händler vorherrschend. Das Innere des Kontinents war den Europäern weitestgehend unbekannt. Erste Forschungsreisen unternahmen Ende des 18. Jahrhunderts von der Association for Promotion the Discovery of the Interieur of Africa (Africa Association, London) ausgesandte Männer verschiedener Nationalitäten.
Nach der industriellen Revolution und dem Verbot des Sklavenhandels 1807 wurde Afrika eher uninteressant. Erst mit dem Aufkommen des Imperialismus wuchs das Interesse der europäischen Großmächte am dunklen Kontinent und der Wettlauf um Afrika führte innerhalb von weniger als 20 Jahren zur Besetzung fast des gesamten Kontinents. Auf der Kongokonferenz in Berlin wurde 1884/85 der größte Teil Innerafrikas zwischen den europäischen Mächten aufgeteilt, bis 1912 verloren die meisten afrikanischen Völker ihre Freiheit. Unabhängig blieben nur Liberia, eine Siedlungskolonie freigelassener nordamerikanischer Sklaven, sowie das alte Kaiserreich Abessinien (heute Äthiopien), welches allerdings 1935 vom faschistischen Italien angegriffen und von 1936 bis 1941 von diesem annektiert wurde. Im Ersten Weltkrieg waren die deutschen Kolonien Kriegsschauplatz, viele Afrikaner kämpften auch in Europa. Im Zweiten Weltkrieg fanden Kämpfe vor allem in Nordafrika und am Horn von Afrika statt.

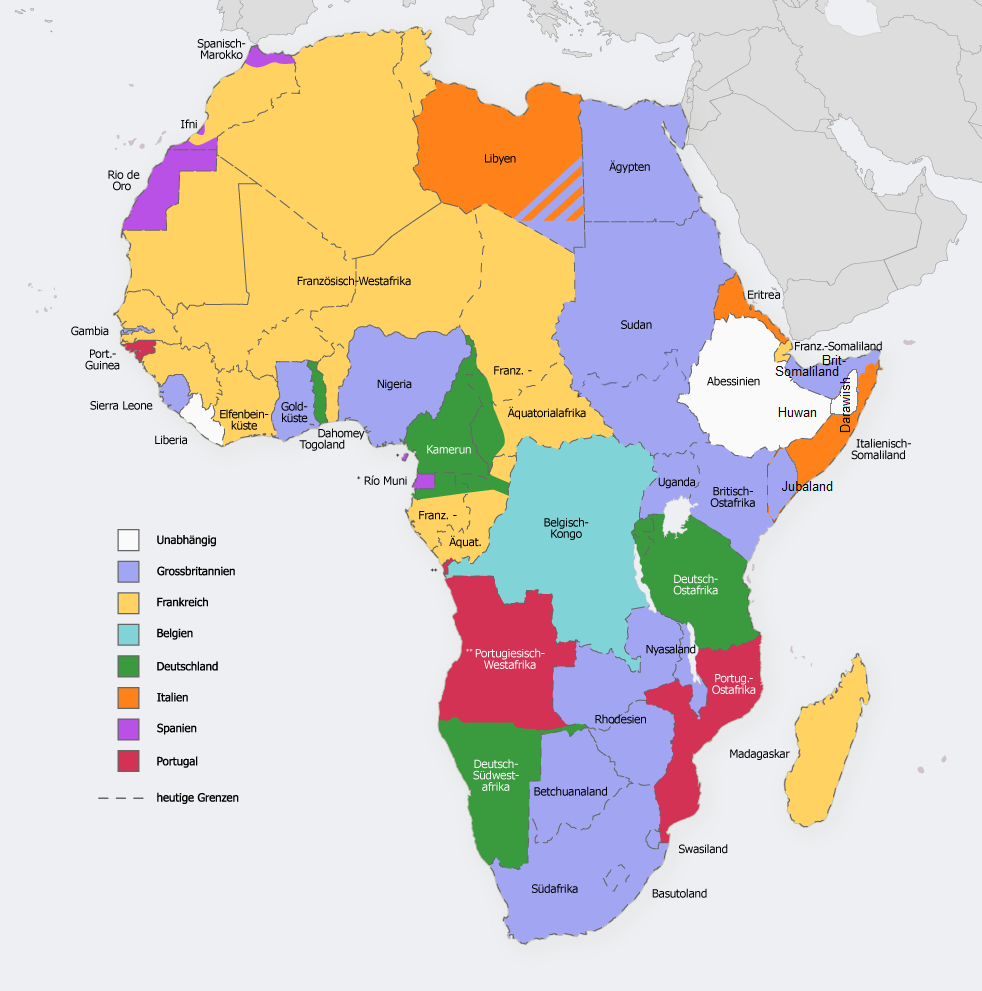
Kolonisation Afrikas um 1914

Im Zuge der Dekolonisation Afrikas wurden mehrere Staaten in den 1950er Jahren unabhängig. 1960 gilt als das Jahr der afrikanischen Unabhängigkeit, da der Großteil der französischen Kolonien in diesem Jahr in die Unabhängigkeit entlassen wurde. Als letzter Staat löste sich Dschibuti 1977 von europäischer Fremdherrschaft. In Südafrika ist die schwarze Bevölkerungsmehrheit erst seit 1994 an der Regierung. Vier Jahre zuvor endete die südafrikanische Besetzung Namibias. Einige Inseln und die Gebiete um die Städte Ceuta und Melilla gehören bis heute verschiedenen europäischen Staaten.
Durch die willkürlichen und die historischen und ethnisch-kulturellen Gegebenheiten außer Acht lassenden Grenzziehungen der Kolonialzeit wurde die Entwicklung eines Nationalgefühls in den meisten afrikanischen Staaten erschwert. Dies und die einseitige Ausrichtung der Wirtschaften auf Exportartikel führten u. a. dazu, dass die politische Lage in den meisten Staaten instabil ist und autoritäre Regime vorherrschen. Dadurch fällt ein großer Teil der natürlichen Reichtümer des Kontinents der Korruption zum Opfer beziehungsweise wird von internationalen Konzernen abgeschöpft. Verbunden mit unterentwickelter Infrastruktur, klimatischen Problemen, hohem Bevölkerungszuwachs und in neuerer Zeit sehr hohen AIDS-Raten führt dies dazu, dass fast ganz Afrika der Dritten Welt angehört. Mit der Agenda 2063 hat sich die Afrikanische Union in den 2010er Jahren auf die Umsetzung konkreter Ziele verständigt, um wesentliche Entwicklungshemmnisse zu beseitigen und dadurch bis zum Jahr 2063 Wohlstand für die afrikanische Bevölkerung geschaffen zu haben. Im Jahrzehnt davor begann Chinas Entwicklungsfinanzierung für Afrika.

## Staaten Afrikas und abhängige Gebiete

Staaten Afrikas (Stand 2020)

Die politische Organisation „Afrikanische Union“ umfasste ursprünglich 52 Staaten des Kontinents; 2011 trat der Südsudan bei und 2017 Marokko. Während jedoch die Demokratische Arabische Republik Sahara faktisch nicht existiert (das Westsahara-Gebiet ist von Marokko besetzt), aber von der AU als Vollmitglied anerkannt wurde, existiert bereits seit 1991 eine kontinuierliche und von Somalia faktisch unabhängige Republik Somaliland, die jedoch nicht formal anerkannt ist.
Anerkannten Status haben damit derzeit 55 afrikanische Staaten (alle afrikanischen UNO-Mitgliedstaaten, plus Westsahara), einer ist umstritten (Somaliland) und acht kleinere Küstenabschnitte und Inselgruppen stehen unter europäischer Regierungshoheit, werden jedoch teilweise auch von afrikanischen Regierungen beansprucht.
Algerien, die Demokratische Republik Kongo und der Sudan sind in dieser Reihenfolge die flächengrößten Länder; Nigeria mit rund 214 Millionen, Äthiopien mit 108 Millionen und Ägypten mit 104 Millionen Einwohnern sind die bevölkerungsreichsten Staaten (Stand 2020).

## Wirtschaft und Infrastruktur

### Wirtschaft

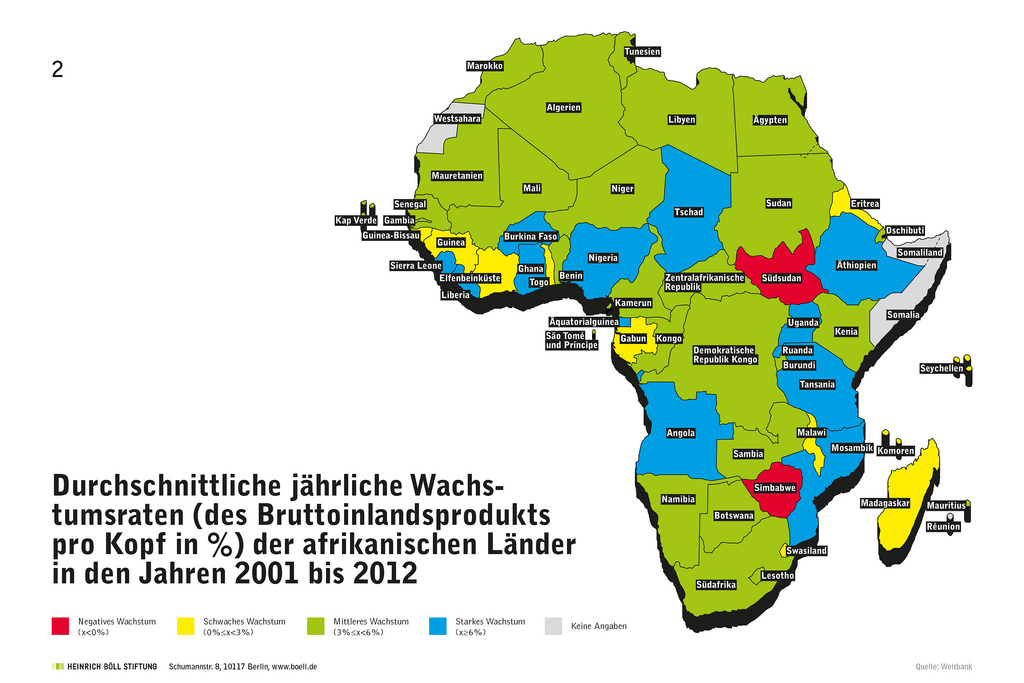
Durchschnittliche jährliche Wachstumsraten der afrikanischen Länder in den Jahren 2001 bis 2012

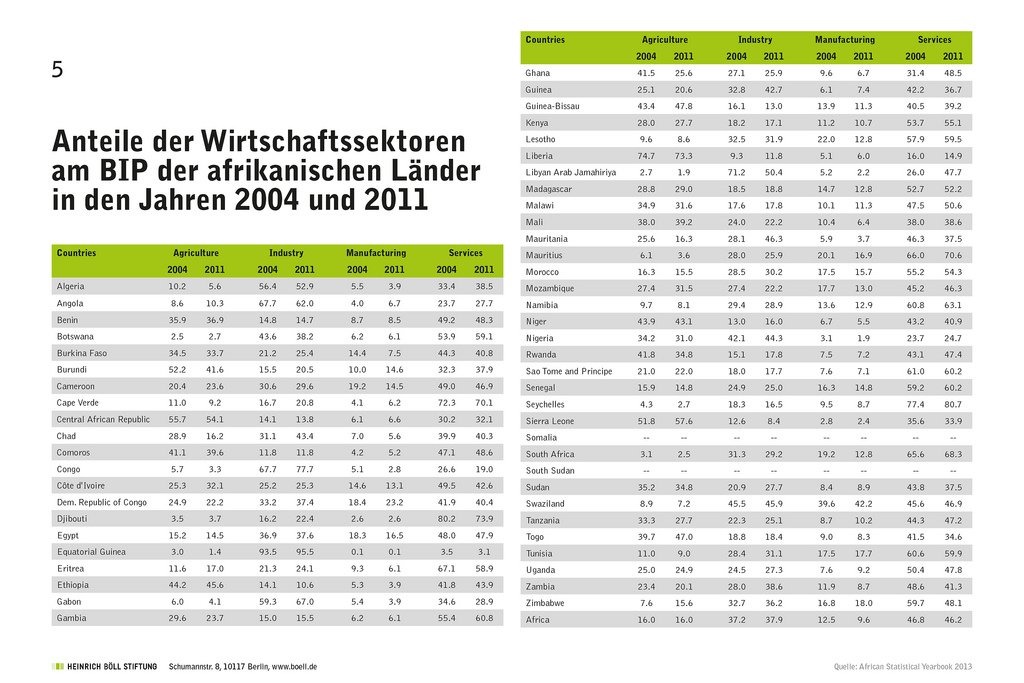
Anteile der Wirtschaftssektoren am BIP der afrikanischen Länder in den Jahren 2004 und 2011

Weite Teile der Wirtschaft im mittleren und südlichen Afrika sind auf den Export ausgerichtet (zum Beispiel Bananenplantagen, Tropenhölzer, Gold- und Diamantenminen, Kakaoplantagen). Daneben gibt es in den Städten größere Industrie- und kleinere Handwerksbetriebe, die unter anderem für den Eigenbedarf produzieren. Auf dem Lande herrscht oft Subsistenzwirtschaft vor, beispielsweise Anbau von Maniok und Batate, Fischerei, Tierzucht. Außerdem ist in manchen Gegenden der Tourismus eine wichtige Einnahmequelle (zum Beispiel Safari).
In den Staaten Nordafrikas bringt vor allem die Förderung von Erdöl und Erdgas Einnahmen. Daneben gibt es am Nil und in einigen fruchtbaren Gebieten Landwirtschaft. Die Nil-Staudämme werden zur Stromerzeugung genutzt. Seit einigen Jahren laufen mehrere Initiativen („Africa Renewable Energy Initiative“ (AREI), „Énergies pour l’Afrique“, „Power Africa“ u. a.) zur Elektrifizierung Afrikas.
Exportartikel
- Kakao: etwa 70 % Weltmarktanteil
- Diamanten: etwa 50 % Weltmarktanteil
- Gold: etwa 25 % Weltmarktanteil
- Erdöl: etwa 10 % Weltmarktanteil

### Infrastruktur
Die relativ geringe Entwicklung der Infrastruktur in Afrika stellt eine Herausforderung dar, wobei die Unterschiede zwischen verschiedenen Regionen sehr groß sind.
So betrug 2009 die Dichte des Straßennetzes nur etwa 7 km je 100 km² (im Vergleich zu 12 km in Lateinamerika und 18 km in Asien).
Lediglich ein Viertel der Straßen sind befestigt. Nur etwa die Hälfte der Einwohner Afrikas lebt in einer Region mit einem asphaltierten Straßennetz.
Die Eisenbahnlinien in Afrika sind besonders in West- und Zentralafrika nur wenig vernetzt. 2009 verfügten die Länder Burundi, Kap Verde, Komoren, Gambia, Guinea-Bissau, Äquatorialguinea, Libyen, Mauritius, Niger, Zentralafrikanische Republik, Ruanda, São Tomé und Príncipe, Seychellen, Sierra Leone, Somalia und Tschad über gar kein Schienennetz.
Als einziges afrikanisches Land verfügt Marokko über ein Hochgeschwindigkeitsnetz. Lediglich drei der Flughäfen in Afrika werden nach Passagieraufkommen zu den 150 weltweit wichtigsten gezählt.
Afrikanische Schiffe sind überdurchschnittlich alt und viele Länder des Kontinents sind als Binnenstaaten ohne Zugang zum Meer.
Während etwa ein Drittel der Bevölkerung keinen ausreichenden Zugang zu Elektrizität hat, haben mehr als 90 % Zugang zu einem Mobilfunknetz.

### Landwirtschaft
Der Großteil der Nahrungsmittelproduktion für die Bevölkerung erfolgt über Subsistenzlandwirtschaft. Die Biodiversität wird dadurch in der Regel geschont oder sogar gefördert, da sie sehr kleinflächig erfolgt und Geld für chemische Düngemittel und Pflanzenschutz nicht vorhanden ist. Demgegenüber wird in den letzten Jahren industrielle Landwirtschaft durch ausländische Kapitalgesellschaften vorangetrieben. Diese kaufen oder pachten große Flächen Land, um mit hohem Einsatz von Bewässerung, Mineraldünger und Pestiziden entweder Lebensmittel für den Bedarf im eigenen Land anzubauen (insbesondere die Golfstaaten) – oder es werden Pflanzen wie Zuckerrohr oder Ölpalmen angebaut, um damit Biosprit für Europa zu produzieren. Diese Entwicklung wird auch als land grabbing bezeichnet. Die Staatschefs vieler afrikanischer Länder sind an diesen ausländischen Investitionen durchaus interessiert, da ein Teil davon auch in die Staatskasse fließt. Dass die großen fruchtbaren Landflächen nicht mehr der Eigenversorgung der Bevölkerung zur Verfügung stehen, wird dabei nicht berücksichtigt. Im Folgenden eine Auflistung der Anfang 2010 bekannten Landkäufe bzw. -anpachtungen:
- 00,600.000 Hektar angepachtet in Äthiopien, die äthiopische Regierung sucht Pächter für weitere 3 Mio. Hektar
- 00,100.000 Hektar angepachtet durch Libyen in Mali
- 00,400.000 Hektar angepachtet durch einen New Yorker Investmentfonds im Sudan
- 02.800.000 Hektar angepachtet durch China in der Demokratischen Republik Kongo
- 10.000.000 Hektar wurde in der Republik Kongo südafrikanischen Großfarmern angeboten

Für die weitere Entwicklung der Landwirtschaft in Afrika wird zum einen eine Afrikanische Grüne Revolution vorgeschlagen: mit Hochertragssorten und hohem Einsatz von Pestiziden und Düngemitteln, ausländischem Know-how und moderner Informations- und Finanztechnologie zur Risikominimierung. Demgegenüber argumentiert Hans-Heinrich Bass für eine Grüne Renaissance, „die das Know-how der afrikanischen Bauern ernst nimmt – und es mit heutigen Erkenntnissen zusammenführt.“

## Kultur

### Kino
Filme wurden in Afrika seit der Erfindung des Kinos gedreht, darunter ethnographische Filme und kolonialistische Propagandafilme. Eine eigene Filmindustrie entwickelte sich insbesondere in Ägypten.
In den Ländern südlich der Sahara konnte sich eine eigenständige Produktion erst nach dem Zweiten Weltkrieg entwickeln. Als „Vater“ des Kinos auf dem Kontinent gilt Ousmane Sembène. Das Autorenkino hat es schwer, die afrikanischen Zuschauer zu erreichen, da die kommerziellen Kinos nach dem Blocksystem Filme einkaufen und überwiegend Hollywoodfilme und indische Produktionen zeigen. Wo das Publikum jedoch Gelegenheit hat, afrikanische Filme zu sehen, wie beim Panafrikanischen Filmfestival FESPACO in Ouagadougou (Burkina Faso), zeigt es lebhaftes Interesse. Zur Finanzierung und Produktion sind die Filmemacher Afrikas vielfach immer noch auf europäische Institutionen angewiesen. Eine kommerziell rentable Videoproduktion und auch die weltweit drittgrößte hat sich in Nigeria entwickelt. Weitere bekannte Regisseure sind unter anderen Souleymane Cissé, Safi Faye, Anne-Laure Folly, Med Hondo, Djibril Diop Mambéty.

### Kunst

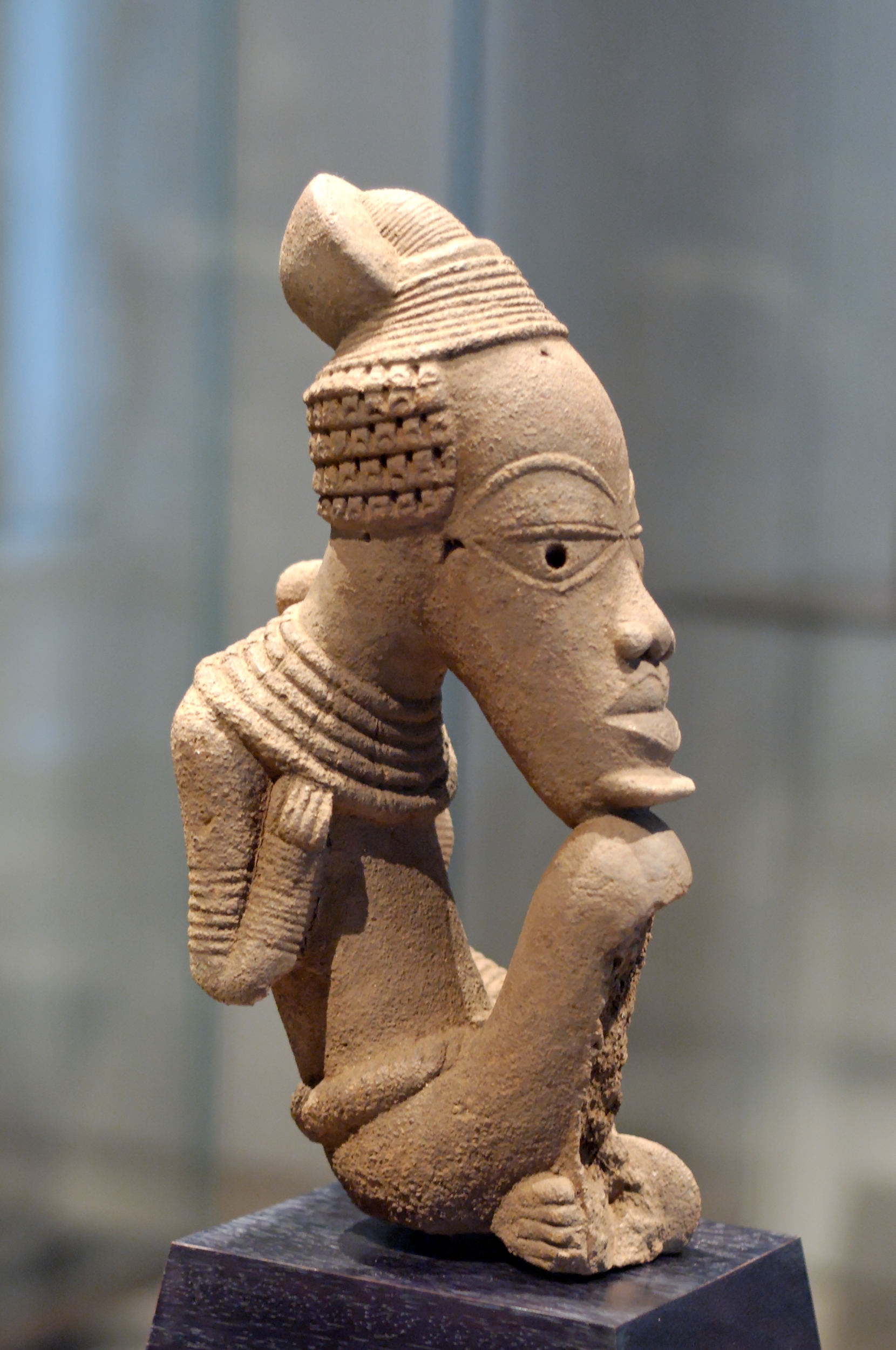
Afrikanische Kunst: Nok-Terrakottaskulptur, 6. Jahrhundert v. Chr.

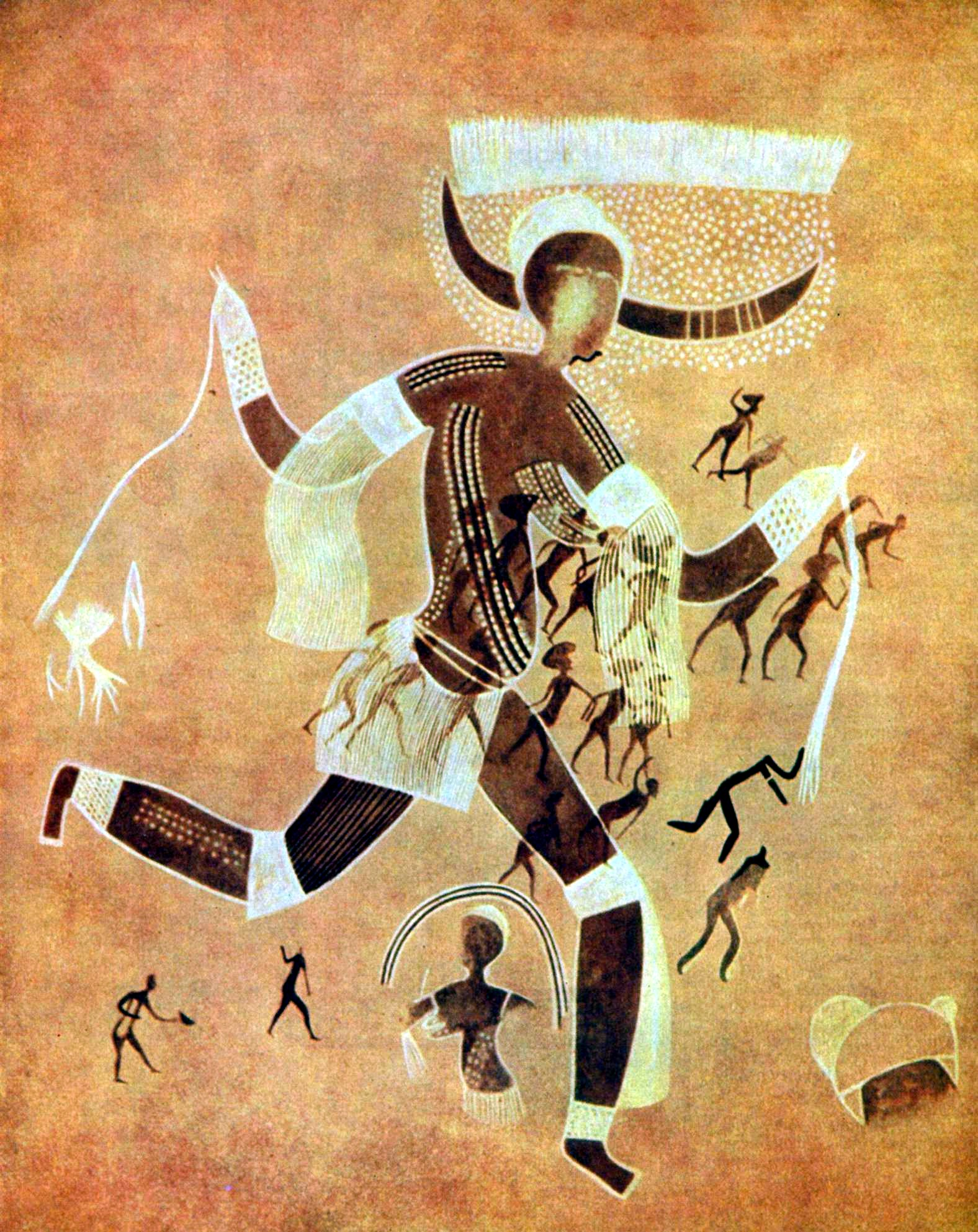
Afrikanische Kunst: Weiße Dame von Auahouret

### Musik
Die Musik spielt für viele Afrikaner eine wichtige Rolle. Viele afrikanische Kulturen haben Tonsprachen, das heißt Sprachen, in denen die Tonhöhe zur Unterscheidung von Bedeutung benutzt wird; dies hat zum Teil erheblich Folgen. Zum Beispiel dadurch, dass mit auf Instrumenten gespielten Tonfolgen ein bedeutungsvoller und für die Zuhörer verständlicher Text gespielt werden kann. Aber auch, dass Tonfolgen in Vokalmusik dem Sprachton unterworfen sein können. Über afrikanische Musik kann man nicht sprechen, ohne den Tanz einzuschließen. Viele afrikanische Sprachen haben ein gemeinsames Wort für die beiden in „westlicher“ Kultur zumeist unterschiedenen Konzepte. Historische Forschungen haben gezeigt, dass afrikanische Musikkulturen niemals statisch, sondern im Gegenteil überaus dynamisch waren und sind.
Verschiedene Tonsysteme, Musiken in Verknüpfung mit Kult, Repräsentation, dörflichen Festen, städtischer Unterhaltung, seit Anfang des 20. Jahrhunderts eine kommerzielle Musik-Industrie (Schellack-Platten) existieren jeweils unter lokal verschiedenen Bedingungen und sorgen so für eine große Diversität afrikanischer Musik; unter dem Einfluss der nord- und lateinamerikanischen Popularmusik bildete sich die Afrikanische Popularmusik in vielen Spielarten aus.
Eine grobe Einteilung in Stilgebiete unterscheidet den von den Khoisan geprägten Süden vom Bantusprachigen Zentralafrika und den mehr oder weniger islamisch beeinflussten Regionen Ost- wie Westafrikas.

### Philosophie
Philosophische Inhalte werden zum Großteil noch immer über nicht-schriftliche Medien, wie beispielsweise mündliche Überlieferung, vermittelt, da die meisten afrikanischen Völker keine Schriftform entwickelten. Dementsprechend schwierig gestaltet sich der Umgang mit dem philosophischen Erbe Afrikas. Amadou Hampâté Bâ drückte es einmal so aus: Es verbrenne immer eine ganze Bibliothek, wenn ein Alter stirbt. Dichter wie Ngũgĩ wa Thiong’o schreiben zudem aus Protest gegen den ihrer Meinung nach eurozentristischen Blick hiesiger Wissenschaften und aufgrund ihres Zielpublikums in ihrer eigenen Sprache, für die oft noch keine Schriftform existierte. Schriftformen wurden erst in den letzten Jahrzehnten, häufig unter Mithilfe europäischer Missionsgesellschaften, entwickelt. Philosophen und Theoretiker sind einem europäischen Publikum meist aus dem Zusammenhang kultureller Befreiungsversuche bekannt.

### Architektur
Die architektonische Kultur Afrikas ist zweigeteilt. Der nördliche Teil steht weitgehend in der Tradition der islamischen Architektur, die den gesamten Mittelmeerraum prägt. Südlich der Sahara hat sich eine Architektur entwickelt, die von frühzeitlichen Bauformen ausgeht, etwa der Rundhütte. Insbesondere in regenarmen Regionen wird sie vom Lehm als zentralem Baustoff geprägt. Einige Völker errichteten Steinbauten, wie Groß-Simbabwe, Khami oder Loropéni sowie bei Kumasi; arabische, persische und indische Einflüsse hinterließen in Teilen Afrikas zahlreiche Einzelbauten und Siedlungen, wie Kilwa Kisiwani, an Malawis Sklavenrouten oder auf der Ilha de Moçambique.
Die europäischen Kolonialmächte importierten dann insbesondere für ihre Verwaltungsbauten, Kirchen und Wohnbauten ihre heimische Architektur, was viele Großstädte wie Kopien westlicher Metropolen erscheinen ließ. Einher mit der schrittweisen Unabhängigkeit vieler afrikanischer Staaten ging die Entwicklung eines „Tropical Modernism“, der den damals vorherrschenden Funktionalismus auf die klimatischen Begebenheiten südlich der Sahara anwendete.

## Organisationen

### Politische Organisationen

Mitgliedschaft in Afrikanischen Organisationen (Stand: Feb. 2024)

- Afrikanische Union (AU, früher OAU)

### Wirtschaftliche Organisationen
- Zentralafrikanische Wirtschafts- und Währungsgemeinschaft
- Westafrikanische Wirtschafts- und Währungsunion
- Westafrikanische Wirtschaftsgemeinschaft
- Südafrikanische Entwicklungsgemeinschaft
- Gemeinsamer Markt für das Östliche und Südliche Afrika
- Ostafrikanische Gemeinschaft

### Andere
- CAF Afrikanischer Fußballverband